# Venère
Venère ist eine Gemeinde im französischen Département Haute-Saône in der Region Bourgogne-Franche-Comté.

## Geographie
Venère liegt auf einer Höhe von 242 m über dem Meeresspiegel, elf Kilometer südöstlich von Gray und etwa 30 Kilometer nordwestlich der Stadt Besançon (Luftlinie). Das Dorf erstreckt sich im Süden des Départements, östlich der Saôneebene auf einem Plateau, das sich westlich der Anhöhen der Monts de Gy ausdehnt.
Die Fläche des 7,96 km² großen Gemeindegebiets umfasst einen Abschnitt der leicht gewellten Landschaft zwischen den Talebenen von Ognon im Süden und Saône im Norden. Der Hauptteil des Gebietes wird von einem Plateau eingenommen, das durchschnittlich auf 240 m liegt. Es ist aus tertiären und kreidezeitlichen Sedimenten aufgebaut und wird überwiegend landwirtschaftlich genutzt. Durch den Ruisseau de Venère wird das Plateau nach Norden über die Ténise zur Saône entwässert. Im Westen erstreckt sich der Gemeindeboden in die Waldung des Bois d'Arsans, im Süden bis zum Bois de la Féole. Mit 261 m wird auf einer Anhöhe im Südosten die höchste Erhebung von Venère erreicht.
Nachbargemeinden von Venère sind Champtonnay und Onay im Norden, Cugney im Osten, Bonboillon und Chancey im Süden sowie Valay im Südwesten.

## Geschichte
Eine Nekropole aus der Hallstattzeit weist auf eine sehr frühe Besiedlung des Gemeindegebietes hin. Im Mittelalter gehörte Venère zur Freigrafschaft Burgund und darin zum Gebiet des Bailliage d’Amont. Seit 1180 ist die Existenz der Adelsfamilie von Venère belegt, welche die lokale Herrschaft innehatte. Zusammen mit der Franche-Comté gelangte Venère mit dem Frieden von Nimwegen 1678 definitiv an Frankreich. Heute ist Venère Mitglied des 18 Ortschaften umfassenden Gemeindeverbandes Communauté de communes du Val de Pesmes.

## Sehenswürdigkeiten
Die Dorfkirche Notre-Dame de la Nativité stammt ursprünglich aus dem Mittelalter, wurde aber im Lauf der Zeit mehrfach umgestaltet. Schiff und Glockenturm wurden im 18. Jahrhundert neu erbaut und beherbergen eine bemerkenswerte Ausstattung aus dieser Zeit, darunter den reich skulptierten Holzaltar. Eine Seitenkapelle mit Grabplatten der lokalen Adelsfamilie ist auf 1556 datiert. 
Ebenfalls sehenswert sind ein ehemaliger Herrschaftssitz und die Mairie (Gemeindehaus), die im ehemaligen Lavoir untergebracht ist.

## Bevölkerung
| Jahr                       | 1962 | 1968 | 1975 | 1982 | 1990 | 1999 |
| Einwohner                  | 163  | 159  | 148  | 156  | 127  | 151  |
| Quellen: Cassini und INSEE |      |      |      |      |      |      |

Mit 207 Einwohnern (1. Januar 2022) gehört Venère zu den kleinen Gemeinden des Département Haute-Saône. Nachdem die Einwohnerzahl in der ersten Hälfte des 20. Jahrhunderts deutlich abgenommen hatte (1886 wurden noch 292 Personen gezählt), wurden seit Beginn der 1970er Jahre nur noch relativ geringe Schwankungen verzeichnet.

## Wirtschaft und Infrastruktur
Venère war lange Zeit ein vorwiegend durch die Landwirtschaft (Ackerbau, Obstbau und Viehzucht) und die Forstwirtschaft geprägtes Dorf. Heute gibt es einige Betriebe des lokalen Kleingewerbes, unter anderem in den Branchen Holzverarbeitung und Feinmechanik. In den letzten Jahrzehnten hat sich das Dorf zu einer Wohngemeinde gewandelt. Viele Erwerbstätige sind deshalb Wegpendler, die in den größeren Ortschaften der Umgebung ihrer Arbeit nachgehen.
Die Ortschaft ist verkehrstechnisch gut erschlossen. Sie liegt an der Hauptstraße D67, die von Besançon nach Gray führt. Weitere Straßenverbindungen bestehen mit Valay, Cugney und Onay.